# Коле Поста I (Фрозиноне)
Коле Поста I је насеље у Италији у округу Фрозиноне, региону Лацио.
Према процени из 2011. у насељу је живело 46 становника. Насеље се налази на надморској висини од 519 м.